# Akram Afif
Akram Afif, né le 18 novembre 1996 à Doha, est un footballeur international qatarien évoluant au poste d'attaquant à Al-Sadd SC.

## Biographie

### En club
D'origine somalienne et yéménite, Akram Afif naît le 18 novembre 1996 dans la ville de Doha, capitale du Qatar. Son père a joué pour l'équipe nationale somalienne et son frère Ali est également footballeur. À quinze ans, il est prêté au Séville FC pour apprendre le métier. 
En mai 2016, l'attaquant qatarien est recruté par le club espagnol de Villarreal et devient le premier joueur qatarien de l'histoire de la Liga.

### En équipe nationale
Afif participe au Tournoi de Toulon 2014 avec la sélection qatarienne. Il dispute dans la foulée la Coupe d'Asie des nations des moins de 19 ans. Le Qatar remporte la compétition en battant la Corée du Nord, Afif inscrivant le but de la victoire. Afif participe ensuite à la Coupe du monde des moins de 20 ans 2015 organisée en Nouvelle-Zélande. Lors de la compétition, il joue trois matchs, et inscrit un but sur penalty face au Sénégal. Afif reçoit sa première sélection en équipe du Qatar le 3 septembre 2015 contre le Bhoutan lors d'une large victoire 15-0 comptant pour les éliminatoires de la Coupe du monde 2018.
En novembre 2018, Afif est l’auteur de l'unique but du match amical opposant le Qatar à la Suisse et offre aux siens une victoire inattendue.
Afif se révèle lors de la Coupe d'Asie des nations 2019 en délivrant dix passes décisives lors de la compétition, formant notamment une paire offensive efficace avec Almoez Ali qui finit meilleur buteur. Il inscrit un but en finale et contribue à un succès 3-1 contre le Japon, premier trophée officiel de l'histoire du Qatar.
Le 11 novembre 2022, il est sélectionné par Félix Sánchez Bas pour participer à la Coupe du monde 2022.

## Palmarès
- Al-Sadd
  - Champion du Championnat du Qatar en 2019, 2021, 2022 et 2024.

- - Vainqueur de la Coupe du Qatar en 2020, 2021 et 2024.
  - Finaliste de la Coupe du Qatar en 2019 et 2023.

- - Vainqueur de la Coupe Crown Prince de Qatar en 2020 et 2021.
  - Finaliste de la Coupe Crown Prince de Qatar en 2019.

- - Vainqueur de la Coupe Sheikh Jassem du Qatar en 2019.

- - Vainqueur de la Coupe des Étoiles en 2020.

- Qatar
  - Vainqueur de la Coupe d'Asie des nations en 2019 et 2023.

- Qatar -19 ans
  - Vainqueur de la Coupe d'Asie des nations des moins de 19 ans en 2014.

### Distinctions personnelles
- Meilleur passeur de la Coupe d'Asie des nations 2019 avec l'équipe du Qatar
- Meilleur buteur et passeur de la Coupe d'Asie des nations 2023 avec l'équipe du Qatar